# Jabes
Jabes ou Jabez é um homem que aparece no Livro das Crônicas. Ele está implícito como ancestral dos reis de Judá, embora não explicitamente incluído na linhagem. O nascimento de Jabez é difícil; por esta razão, sua mãe o chama de Jabez (hebraico יַעְבֵּץ [ya'betz]), que significa "ele entristece". A ação mais importante de Jabez é conquistar um novo território com sanção divina.
Embora a descrição textual de Jabez seja breve, alguns Targumim elaboram que Jabez também estabeleceu uma instituição religiosa para os filhos levitas de Zípora: "E ele foi chamado Jabez, porque em seu conselho instituiu uma escola de 31 discípulos; eles foram chamados Tirathim, porque em seus hinos suas vozes eram como trombetas; e Shimaathim, porque ao ouvir eles levantaram seus rostos, isto é, em oração; e Suchathim, porque eles foram cobertos pelo Espírito de profecia."
Em árabe e persa, Jabez é transliterado como Yabis ou Yabiz (يَعْبِيصَ). No entanto, as traduções siríaca e árabe usam uma transliteração substancialmente diferente de ainei ou "aina", cognato com o hebraico עיני [my eye(s)]. 
Jabez também é mencionado em 1 Crônicas 2:55, possivelmente como um nome de lugar.